# Lijst van Stolpersteine in de regio Waterland

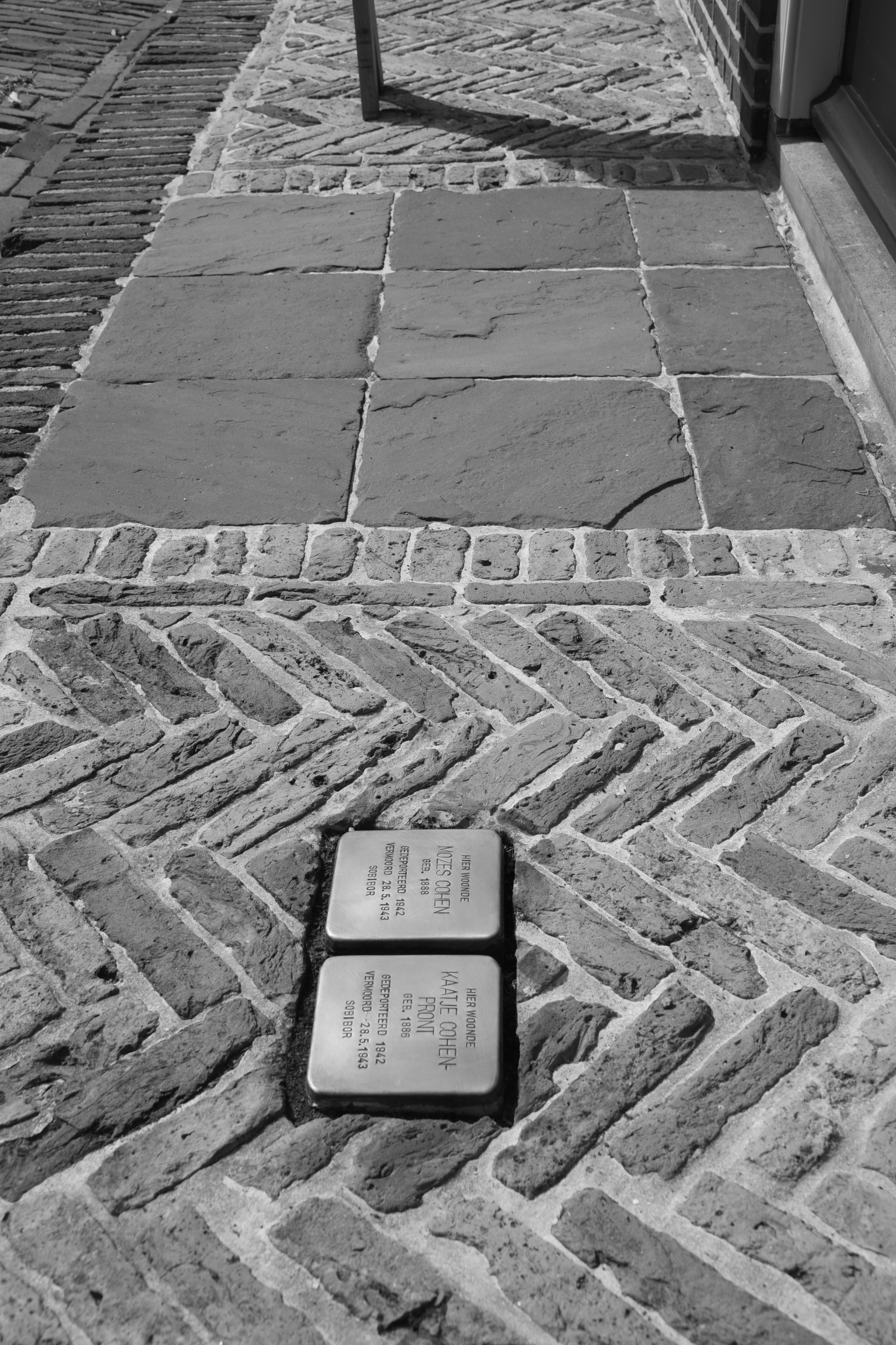
Stolpersteine voor Mozes en Kaatje Cohen in Monnickendam

De lijst van Stolpersteine in de regio Waterland geeft een overzicht van de Stolpersteine in de regio Waterland in de Nederlandse provincie Noord-Holland die zijn geplaatst in het kader van het Stolpersteine-project van de Duitse beeldhouwer-kunstenaar Gunter Demnig.
Stolpersteine zijn opgedragen aan slachtoffers van het nationaalsocialisme, al diegenen die zijn vervolgd, gedeporteerd, vermoord, gedwongen te emigreren of tot zelfmoord gedreven door het nazi-regime. Demnig legt voor elk slachtoffer een aparte steen, meestal voor de laatste zelfgekozen woning.
Omdat het Stolpersteine-project doorloopt, kan deze lijst onvolledig zijn.

## Stolpersteine
Waterland is de naam van een streek in de provincie Noord-Holland en van een gemeente. De gemeenten Edam-Volendam, Landsmeer, Purmerend en Waterland behoren tot de regio Waterland.
Er liggen vijftig Stolpersteine in de regio Waterland: 23 in Edam-Volendam, twee in Landsmeer, vijf in Purmerend en twintig in de gemeente Waterland.

### Edam-Volendam
In Edam-Volendam liggen 23 Stolpersteine op acht adressen.
| Afbeelding | Inscriptie | Adres               | Herdachte persoon                       |
| ---------- | --- | ------------------- | --------------------------------------- |
|            | HIER WOONDE HEINTJE BERLIJN GEB. 1868 GEDEPORTEERD 1942 UIT WESTERBORK VERMOORD 10.9.1942 AUSCHWITZ           | Voorhaven 96        | Heintje Berlijn (1868-1942)             |
|            | HIER WOONDE GRIETJE BERLIJN GEB. 1873 GEDEPORTEERD 1942 UIT WESTERBORK VERMOORD 10.9.1942 AUSCHWITZ           | Voorhaven 96        | Grietje Berlijn (1873-1942)             |
|            | HIER WOONDE HARTOG BRANDON GEB. 1923 GEDEPORTEERD 1943 UIT VUGHT VERMOORD 27.12.1943 AUSCHWITZ                | Grote Kerkstraat 6  | Hartog Brandon (1923-1943)              |
|            | HIER WOONDE JACOB BRANDON GEB. 1904 GEDEPORTEERD 1943 UIT VUGHT VERMOORD 24.1.1944 AUSCHWITZ                  | Grote Kerkstraat 6  | Jacob Brandon (1904-1944)               |
|            | HIER WOONDE JOHANNA BRANDON GEB. 1924 GEDEPORTEERD 1943 UIT VUGHT VERMOORD 11.6.1943 SOBIBOR                  | Grote Kerkstraat 6  | Johanna Brandon (1924-1943)             |
|            | HIER WOONDE LEA BRANDON GEB. 1928 GEDEPORTEERD 1943 UIT WESTERBORK VERMOORD 11.6.1943 SOBIBOR                 | Grote Kerkstraat 6  | Lea Brandon (1928-1943)                 |
|            | HIER WOONDE LOUIS BRANDON GEB. 1938 GEDEPORTEERD 1943 UIT WESTERBORK VERMOORD 11.6.1943 SOBIBOR               | Grote Kerkstraat 6  | Louis Brandon (1938-1943)               |
|            | HIER WOONDE MOZES BRANDON GEB. 1926 GEDEPORTEERD 1943 UIT VUGHT VERMOORD 21.1.1945 MIDDEN-EUROPA              | Grote Kerkstraat 6  | Mozes Brandon (1926-1945)               |
|            | HIER WOONDE ESTHER BRANDON- DE LA PENHA GEB. 1904 GEDEPORTEERD UIT VUGHT VERMOORD 11.6.1943 SOBIBOR           | Grote Kerkstraat 6  | Esther Brandon-De la Penha (1904-1943)  |
|            | HIER WOONDE ALBERT FABER GEB. 1881 GEDEPORTEERD 1943 UIT VUGHT VERMOORD 5.2.1943 AUSCHWITZ                    | Grote Kerkstraat 10 | Albert Faber (1881-1943)                |
|            | HIER WOONDE KURT FABER GEB. 1908 GEDEPORTEERD 1943 UIT VUGHT VERMOORD 30.4.1943 AUSCHWITZ                     | Grote Kerkstraat 10 | Kurt Faber (1908-1943)                  |
|            | HIER WOONDE ROSA FABER-KAHN GEB. 1881 GEDEPORTEERD 1943 UIT VUGHT VERMOORD 5.2.1943 AUSCHWITZ                 | Grote Kerkstraat 10 | Rosa Faber-Kahn (1881-1943)             |
|            | HIER WOONDE FRANZ HIRSCH GEB. 1889 GEDEPORTEERD 1943 UIT WESTERBORK VERMOORD 23.4.1943 SOBIBOR                | Voorhaven 51        | Franz Hirsch (1889-1943)                |
|            | HIER WOONDE JULIUS KAHN GEB. 1879 GEDEPORTEERD 1942 UIT WESTERBORK VERMOORD 17.9.1942 AUSCHWITZ               | Nieuwehaven 15      | Julius Kahn (1879-1942)                 |
|            | HIER WOONDE GRETE KAUFMANN- STEINBERG GEB. 1910 GEDEPORTEERD 1943 UIT WESTERBORK VERMOORD 10.9.1943 AUSCHWITZ | Jonkerlaantje 38    | Grete Kaufmann-Steinberg (1910-1943)    |
|            | HIER WOONDE LUDWIG KAUFMANN GEB. 1912 GEDEPORTEERD 1943 UIT WESTERBORK VERMOORD DEC. 1943 AUSCHWITZ           | Jonkerlaantje 38    | Ludwig Kaufmann (1912-1943)             |
|            | HIER WOONDE SALOMON KAUFMANN GEB. 1876 GEDEPORTEERD 1943 UIT VUGHT VERMOORD 17.9.1943 AUSCHWITZ               | Voorhaven 148       | Salomon Kaufmann (1876-1943)            |
|            | HIER WOONDE JULIE KAUFMANN- HIRSCHHEIMER GEB. 1884 GEDEPORTEERD 1943 UIT VUGHT VERMOORD 17.9.1943 AUSCHWITZ   | Voorhaven 148       | Julie Kaufmann-Hirschheimer (1884-1943) |
|            | HIER WOONDE FANNY KUSIEL-GUTMANN GEB. 1869 GEDEPORTEERD 1943 UIT VUGHT VERMOORD 14.5.1943 SOBIBOR             | Voorhaven 148       | Fanny Kusiel-Gutmann (1869-1943)        |
|            | HIER WOONDE LISE LEIJSER GEB. 1883 GEDEPORTEERD UIT WESTERBORK VERMOORD 13.11.1942 AUSCHWITZ                  | Voorhaven 148       | Lise Leijser (1883-1942)                |
|            | HIER WOONDE ALFRED LEVY GEB. 1898 GEDEPORTEERD 1943 UIT VUGHT VERMOORD 27.12.1944 BERGEN-BELSEN               | Voorhaven 73        | Alfred Levy (1898-1944)                 |
|            | HIER WOONDE HERTA LEVY-GOTTHILF GEB. 1907 GEDEPORTEERD 1943 UIT VUGHT VERMOORD 18.12.1944 BERGEN-BELSEN       | Voorhaven 73        | Herta Levy-Gotthilf (1907-1944)         |
|            | HIER WOONDE JOSEF STEINBERG GEB. 1877 GEDEPORTEERD 1942 UIT WESTERBORK VERMOORD 26.10.1942 AUSCHWITZ          | Voorhaven 148       | Josef Steinberg (1877-1942)             |

### Landsmeer
In Landsmeer liggen twee Stolpersteine op een adres.
| Afbeelding | Inscriptie | Adres            | Herdachte persoon       |
| ---------- | --- | ---------------- | ----------------------- |
|            | HIER WOONDE JAN GOEDE GEB. 1876 DAMSLACHTOFFER DOODGESCHOTEN 7-5-1945 AMSTERDAM | Van Beekstraat 8 | Jan Goede (1876-1945)   |
|            | HIER WOONDE SIMON GOEDE 'OOM TOM' GEB. 1899 VERZETSSTRIJDER ONDERGEDOKEN 1943 ACHTERHOEK GEARRESTEERD 1-5-1944 GEDEPORTEERD 16-10-1944 SACHSENHAUSEN, NEUENGAMME OVERLEDEN 24-6-1945 RAVENSBRÜCK | Van Beekstraat 8 | Simon Goede (1899-1945) |

### Purmerend

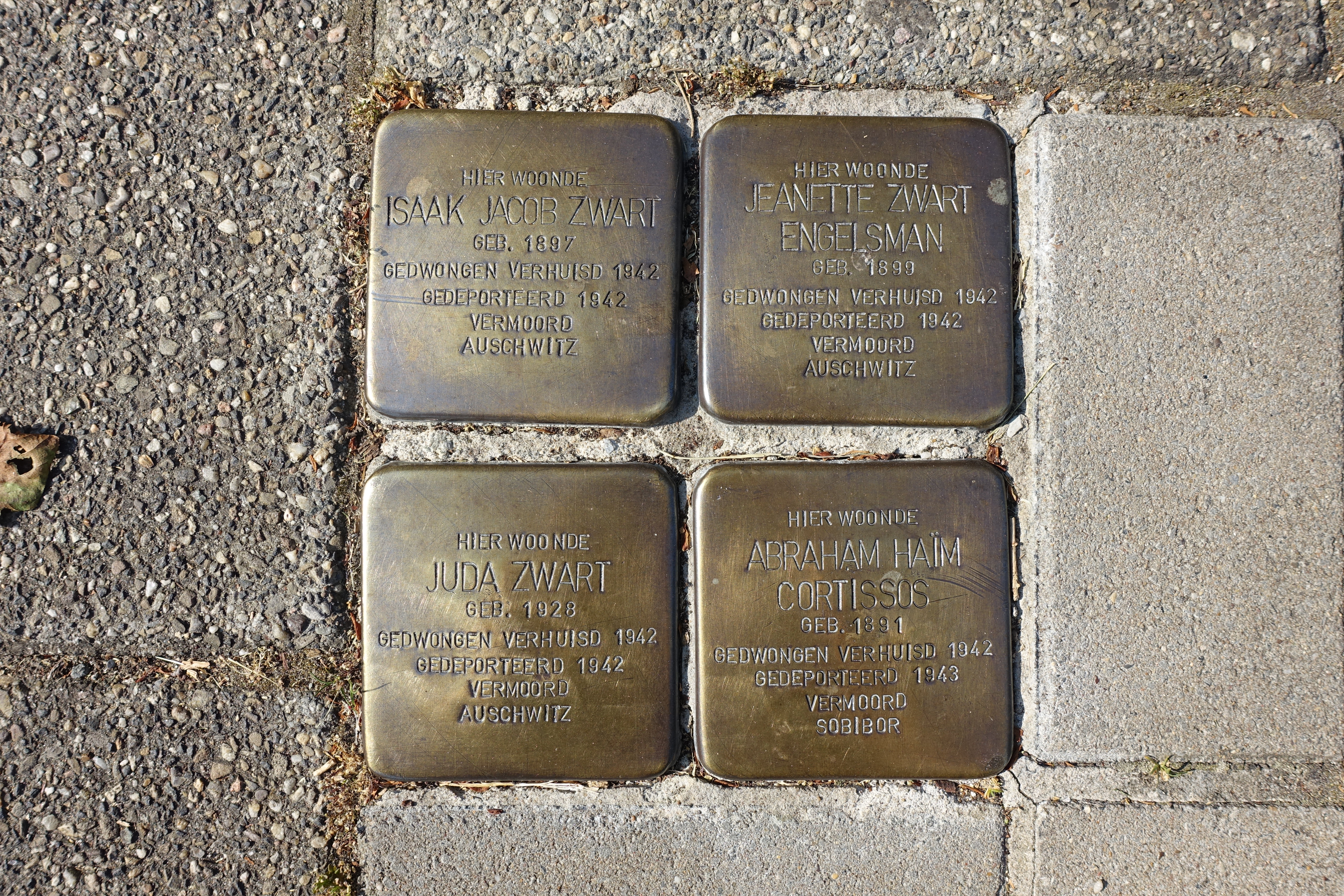
Vier stenen aan de Thorbeckekade.

In Purmerend liggen vijf Stolpersteine op twee adressen.
| Afbeelding | Inscriptie                                                                                                  | Adres                                  | Herdachte persoon                       |
| ---------- | --- | -------------------------------------- | --------------------------------------- |
|            | HIER WOONDE ABRAHAM HAÏM CORTISSOS GEB. 1891 GEDWONGEN VERHUISD 1942 GEDEPORTEERD 1943 VERMOORD SOBIBOR     | Thorbeckekade 12                       | Abraham Haïm Cortissos (1891-1943)      |
|            | HIER WOONDE JEANETTE ELIZABETH HEIGMANS GEB. 1874 GEDWONGEN VERHUISD OP 4.6.1942 VERMOORD 5.3.1943 SOBIBOR  | Wolthuissingel 1 (voor "De Rusthoeve") | Jeanette Elizabeth Heigmans (1874-1943) |
|            | HIER WOONDE ISAAK JACOB ZWART GEB. 1897 GEDWONGEN VERHUISD 1942 GEDEPORTEERD 1942 VERMOORD AUSCHWITZ        | Thorbeckekade 12                       | Isaak Jacob Zwart (1897-1942)           |
|            | HIER WOONDE JUDA ZWART GEB. 1928 GEDWONGEN VERHUISD 1942 GEDEPORTEERD 1942 VERMOORD AUSCHWITZ               | Thorbeckekade 12                       | Juda Zwart (1928-1943)                  |
|            | HIER WOONDE JEANETTE ZWART ENGELSMAN GEB. 1899 GEDWONGEN VERHUISD 1942 GEDEPORTEERD 1942 VERMOORD AUSCHWITZ | Thorbeckekade 12                       | Jeanette Zwart Engelsman (1899-1942)    |

### Waterland
In de gemeente Waterland liggen twintig Stolpersteine op zeven adressen: zestien in Monnickendam en vier in Watergang.

#### Monnickendam
| Afbeelding | Inscriptie                                                                                 | Adres                 | Herdachte persoon |
| ---------- | ------------------------------------------------------------------------------------------ | --------------------- | --- |
|            | HIER WOONDE ELIËZER ABRAHAMS GEB. 1886 GEDEPORTEERD 1942 VERMOORD 5.8.1942 AUSCHWITZ       | Niesenoortsburgwal 1  | Eliëzer Abrahams (1886-1942) |
|            | HIER WOONDE GERRIT ABRAHAMS GEB. 1887 GEDEPORTEERD 1942 VERMOORD 4.6.1943 SOBIBOR          | Noordeinde 108        | Gerrit Abrahams (1887-1943) |
|            | HIER WOONDE SIMON ABRAHAMS GEB. 1917 GEDEPORTEERD 1942 VERMOORD 9.7.1943 SOBIBOR           | Niesenoortsburgwal 1  | Simon Abrahams (1917-1943) |
|            | HIER WOONDE SAARTJE ABRAHAMS-TRUDER GEB. 1889 GEDEPORTEERD 1942 VERMOORD 16.4.1943 SOBIBOR | Niesenoortsburgwal 1  | Saartje Abrahams-Truder (1889-1943)                                                                                                   |
|            | HIER WOONDE BETJE ABRAHAMS-WOLF GEB. 1893 GEDEPORTEERD 1942 VERMOORD 4.6.1943 SOBIBOR      | Noordeinde 108        | Betje Abrahams-Wolf (1893-1943) |
|            | HIER WOONDE LOUIS COHEN GEB. 1910 GEDEPORTEERD 1942 VERMOORD 2.7.1943 SOBIBOR              | Tuinstraat 11         | Louis Cohen (1910-1943) |
|            | HIER WOONDE MOZES COHEN GEB. 1888 GEDEPORTEERD 1942 VERMOORD 28.5.1943 SOBIBOR             | Fluwelen Burgwal 16   | Mozes Cohen (1888-1943) |
|            | HIER WOONDE SONJA KITTY COHEN GEB. 1939 GEDEPORTEERD 1942 VERMOORD 2.7.1943 SOBIBOR        | Tuinstraat 11         | Sonja Kitty Cohen (1939-1943) |
|            | HIER WOONDE JOHANNA COHEN- COHEN GEB. 1913 GEDEPORTEERD 1942 VERMOORD 2.7.1943 SOBIBOR     | Tuinstraat 11         | Johanna Cohen-Cohen (1913-1943), een dochter van Mozes Cohen en Kaatje Pront, trouwde op 10 Juni 1937 in Monnickendam met Louis Cohen |
|            | HIER WOONDE KAATJE COHEN- PRONT GEB. 1886 GEDEPORTEERD 1942 VERMOORD 28.5.1943 SOBIBOR     | Fluwelen Burgwal 16   | Kaatje Cohen-Pront (1886-1943) |
|            | HIER WOONDE LEENTJE LEUW GEB. 1868 GEDEPORTEERD 1942 VERMOORD 16.4.1943 SOBIBOR            | Oude Zijds Burgwal 44 | Leentje Leuw (1868-1943) |
|            | HIER WOONDE SAARTJE LEUW GEB. 1872 GEDEPORTEERD 1942 VERMOORD 16.4.1943 SOBIBOR            | Oude Zijds Burgwal 44 | Saartje Leuw (1872-1943) |
|            | HIER WOONDE ANDRIES WITMOND GEB. 1893 GEDEPORTEERD 1942 VERMOORD 4.6.1943 SOBIBOR          | Kerkstraat 66         | Andries Witmond (1893-1943) |
|            | HIER WOONDE BENJAMIN PHILIP WITMOND GEB. 1928 GEDEPORTEERD 1942 VERMOORD 4.6.1943 SOBIBOR  | Kerkstraat 66         | Benjamin Philip Witmond (1928-1943)                                                                                                   |
|            | HIER WOONDE PHILIP BENJAMIN WITMOND GEB. 1924 GEDEPORTEERD 1942 VERMOORD 4.6.1943 SOBIBOR  | Kerkstraat 66         | Philip Benjamin Witmond (1924-1943)                                                                                                   |
|            | HIER WOONDE BERENDJE WITMOND-WOLF GEB. 1897 GEDEPORTEERD 1942 VERMOORD 4.6.1943 SOBIBOR    | Kerkstraat 66         | Berendje Witmond-Wolf (1897-1943) |

#### Watergang
| Afbeelding | Inscriptie | Adres            | Herdachte persoon                       |
| ---------- | --- | ---------------- | --------------------------------------- |
|            | HIER WOONDE BETTY KERKMEESTER GEB. 1926 GEÏNTERNEERD 26-5-1943 GEDEPORTEERD UIT WESTERBORK VERMOORD 4-6-1943 SOBIBOR            | Kanaaldijk 45-47 | Betty Kerkmeester (1926-1943)           |
|            | HIER WOONDE EDUARD KERKMEESTER GEB. 1932 GEÏNTERNEERD 26-5-1943 GEDEPORTEERD UIT WESTERBORK VERMOORD 4-6-1943 SOBIBOR           | Kanaaldijk 45-47 | Eduard Kerkmeester (1932-1943)          |
|            | HIER WOONDE JOSEPH KERKMEESTER GEB. 1900 GEÏNTERNEERD 26-5-1943 GEDEPORTEERD UIT WESTERBORK VERMOORD 4-6-1943 SOBIBOR           | Kanaaldijk 45-47 | Joseph Kerkmeester (1900-1943)          |
|            | HIER WOONDE EVALINA KERKMEESTER- HENDRIX GEB. 1900 GEÏNTERNEERD 26-5-1943 GEDEPORTEERD UIT WESTERBORK VERMOORD 4-6-1943 SOBIBOR | Kanaaldijk 45-47 | Evalina Kerkmeester-Hendrix (1900-1943) |

## Data van plaatsingen

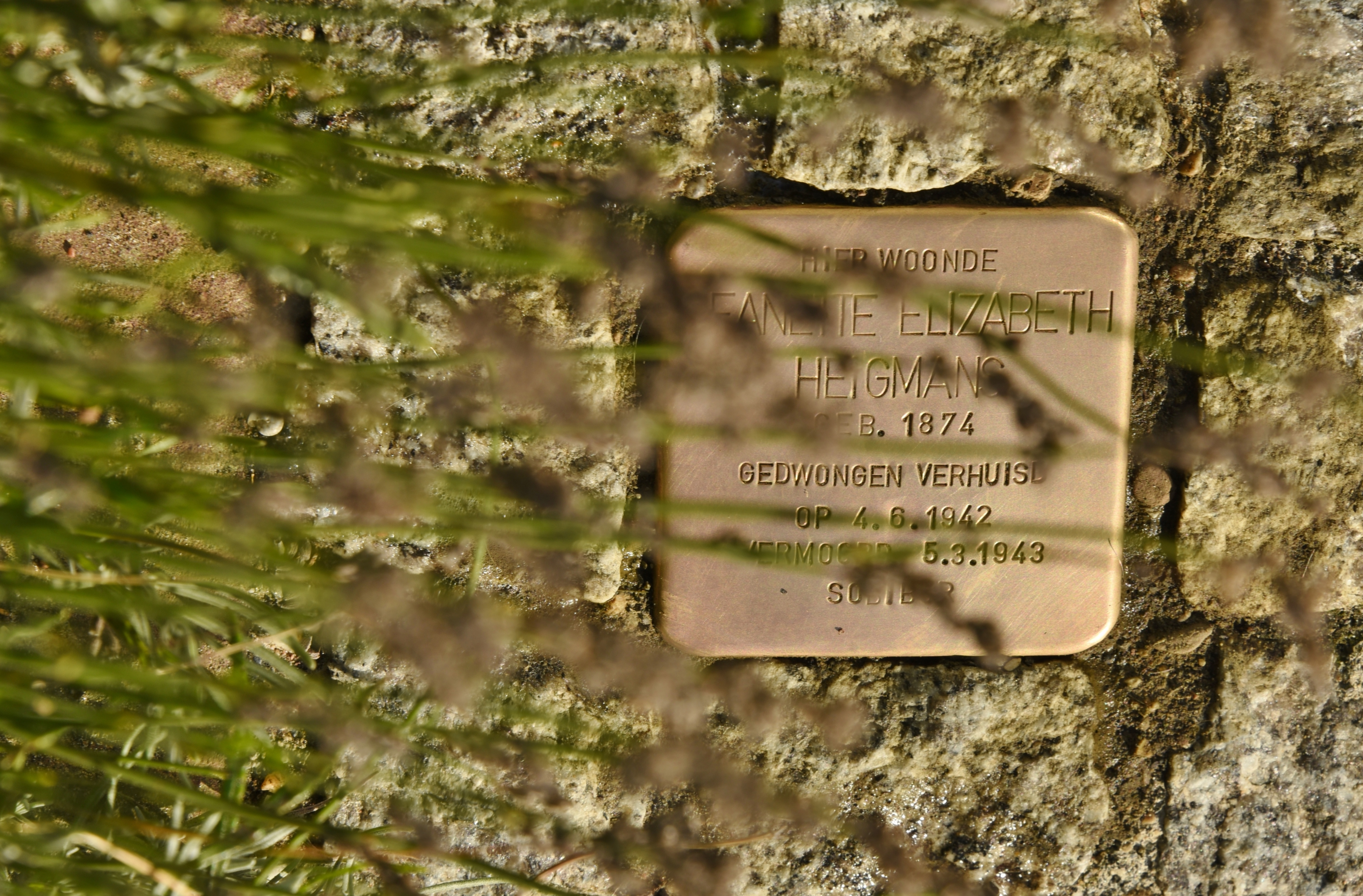
De eerste Stolperstein uit Purmerend, opgedragen aan Jeanette Elizabeth Heigmans

- 24 februari 2015: Purmerend (Wolthuissingel 1)
- 29 februari 2016: Waterland (Monnickendam)
- 5 oktober 2018: Edam-Volendam
- 3 oktober 2019: Purmerend (Thorbeckekade 12)
- 6 november 2021: Waterland (Watergang)
- 6 november 2023: Landsmeer (Van Beekstraat 8)